# 易安迪710系列柴油机
易安迪710系列柴油机（EMD 710）是美国易安迪公司设计制造的一个二冲程中速柴油机产品系列，该系列柴油机均采用9-1/16英寸（230.2毫米）缸径和11英寸（279毫米）冲程，气缸排列形式为45°夹角的V形排列，提供8气缸、12气缸、16气缸、20气缸等不同等级的型号，输出功率范围涵盖1,600马力至4,300马力。该系列柴油机除了用于铁路牵引动力外，也可以用于船舶动力和固定发电装置。